# Propellerwerk Heine

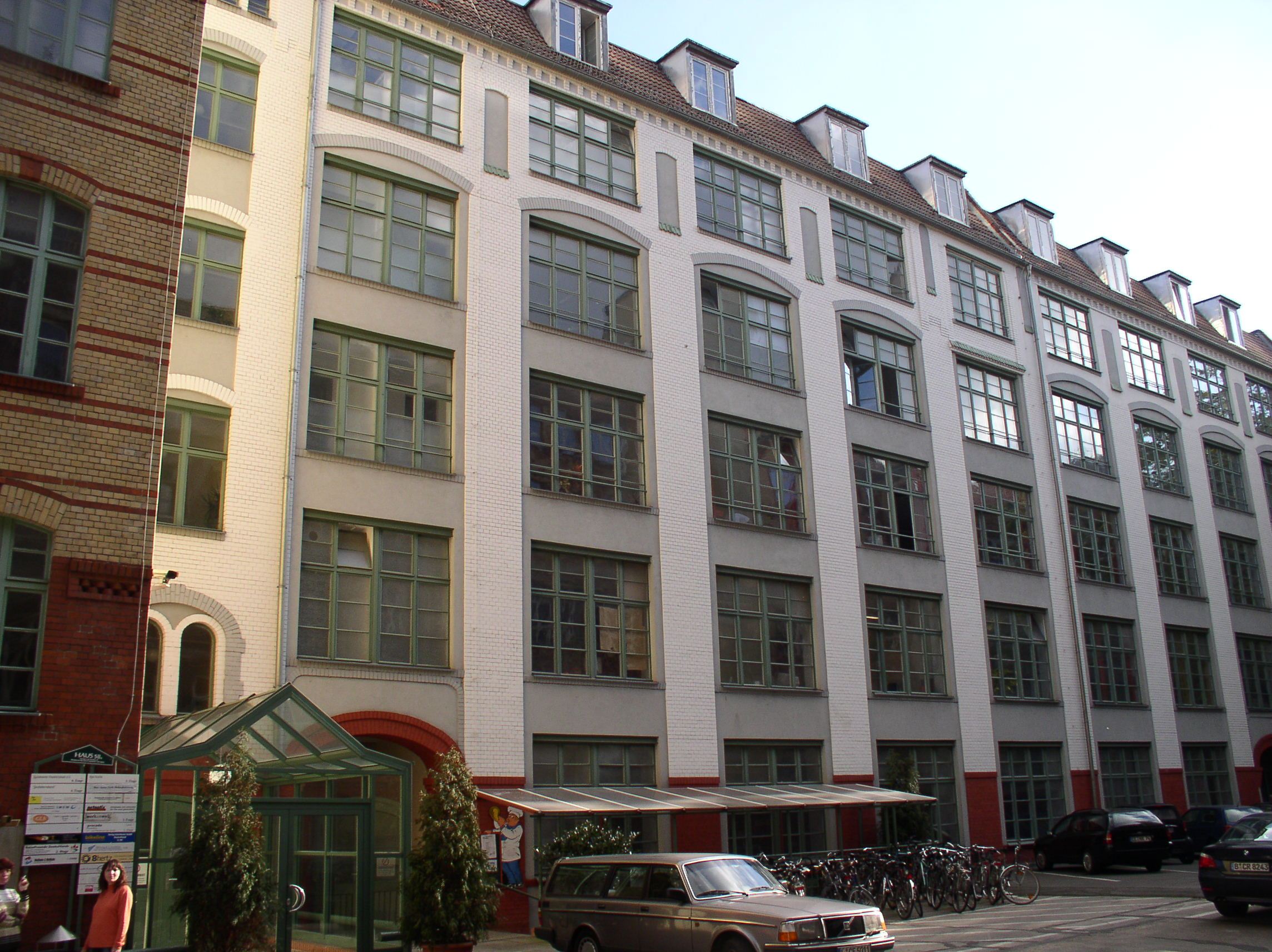
Ehemaliges Propellerwerk an der Warschauer Straße in Berlin-Friedrichshain.

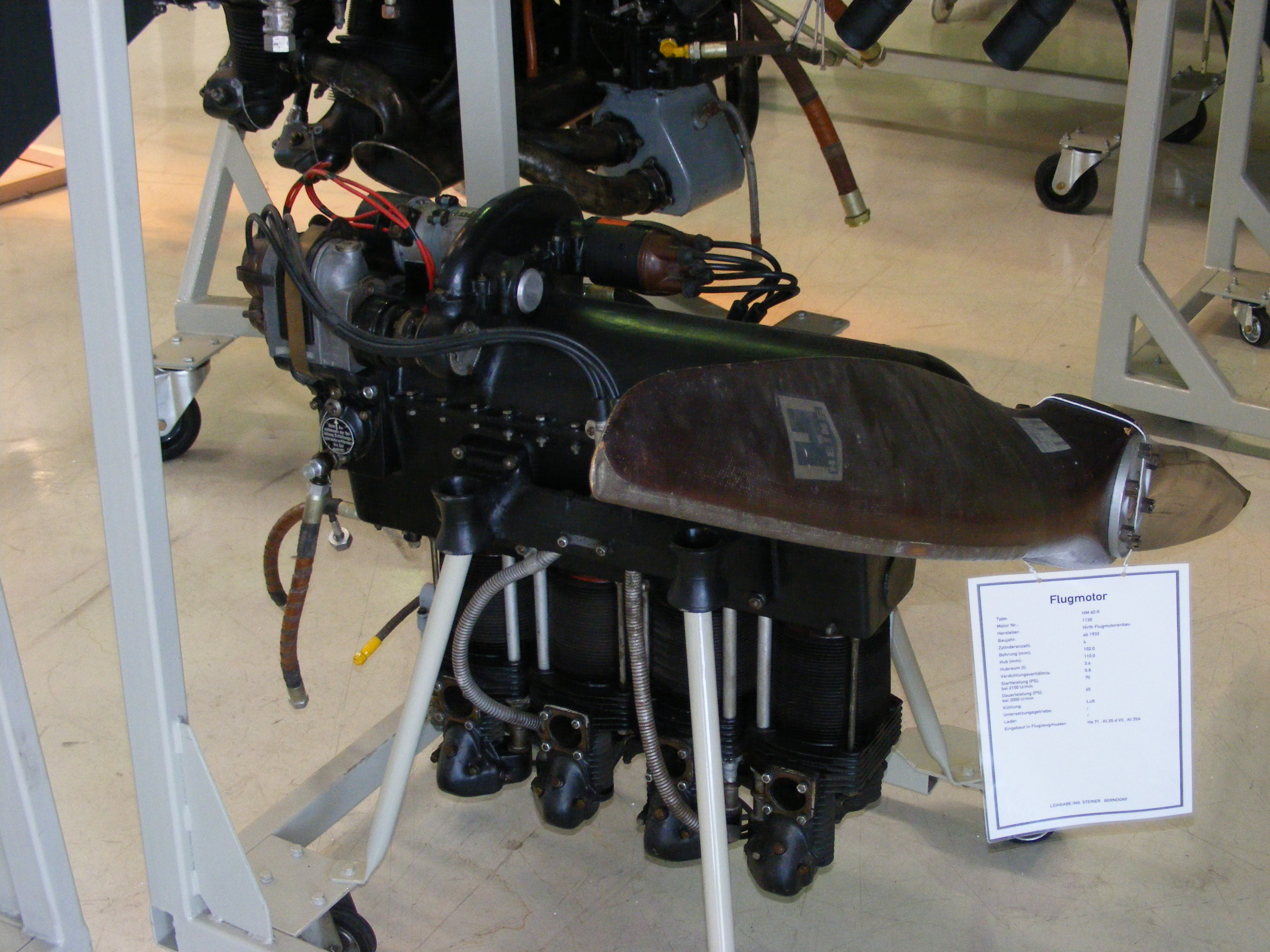
Hirth-Motor HM 60 mit Heine-Propeller.

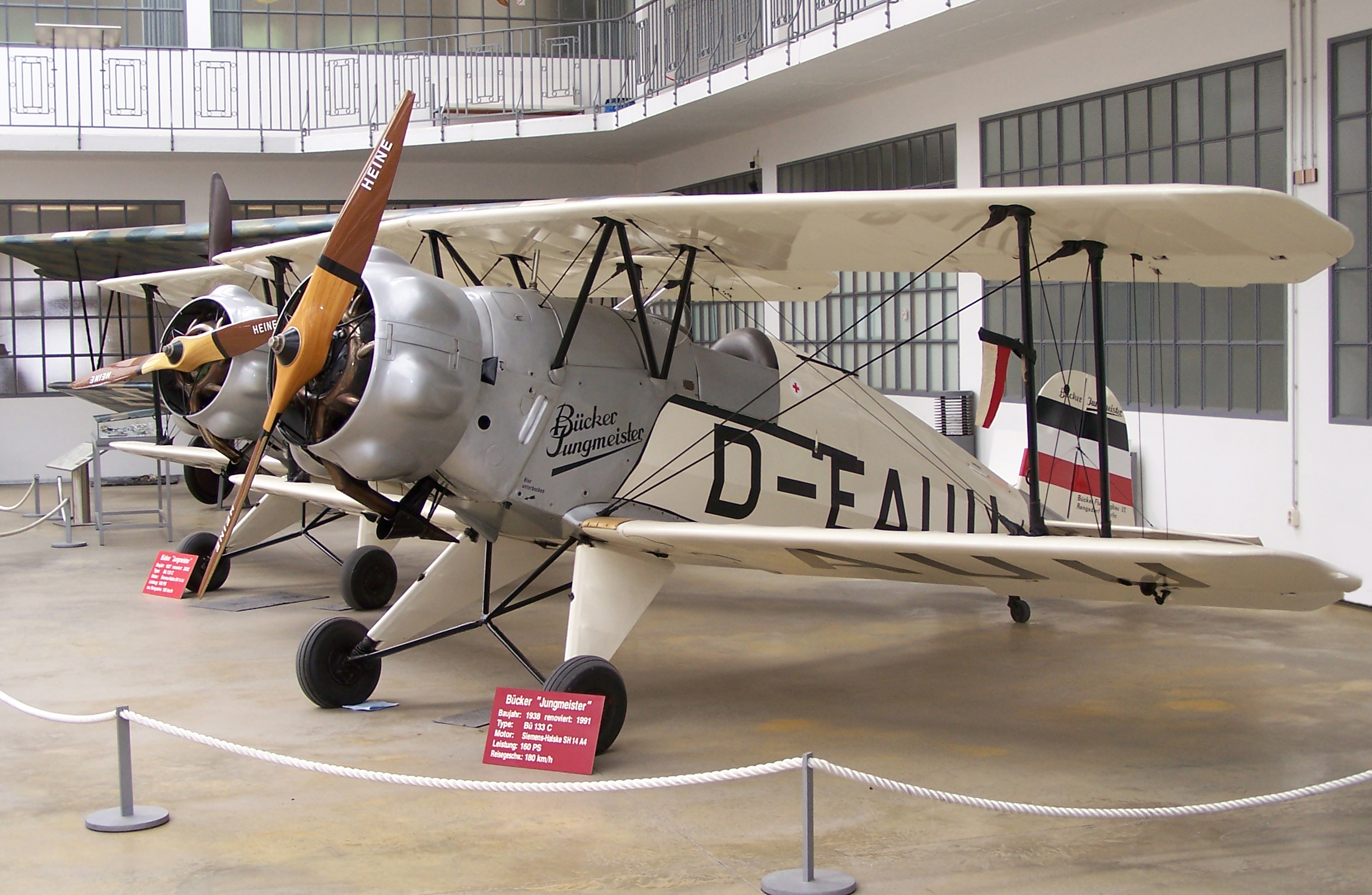
Bücker Bü 133 „Jungmeister“ mit Heine-Propeller.

Das Propellerwerk Heine in Berlin-Friedrichshain war der älteste deutsche Hersteller von Flugzeugpropellern. Die Gebäude in der Warschauer Straße werden heute von verschiedenen Dienstleistungsunternehmen und Verbänden genutzt.

## Geschichte
Der Möbeltischler Hugo Heine begann am 1. Oktober 1910 in der Düsterhauptstraße 37 in Waidmannslust mit der Fertigung von Holzpropellern für Flugzeuge, nachdem er bei einem Schauflug auf dem Flugplatz Johannisthal durch Zufall den Auftrag erhielt, einen zerbrochenen Propeller zu reparieren. In seiner Tischlerei baute er die Idee weiter aus und konnte bis 1914, dem Jahr seiner Meisterprüfung, fünf Mitarbeiter beschäftigen. Bedingt durch die Nachfrage im Ersten Weltkrieg baute Heine seine Tischlerei zu einer Fabrik aus, die bis 1918 dreihundert Arbeitskräfte beschäftigte. Da der Flugzeugbau in Deutschland nach Kriegsende durch die Alliierten verboten wurde, musste er einen Großteil der Arbeiter entlassen und stellte die Produktion wieder auf Möbel um. Im Jahr 1921 konnte er in der Warschauer Straße 58 in Berlin-Friedrichshain im zweiten Hinterhof zunächst eine Tischlerei für Schlafzimmermöbel aufbauen.
Die Propellerfertigung wurde dort nach der Aufhebung des Flugzeugbauverbots in der zweiten Hälfte der 1920er Jahre wieder aufgenommen. 1930 lieferte Heine seinen 50.000sten Propeller aus. Die Kunden fand er in ganz Europa, darunter etwa den Bücker Flugzeugbau, und er arbeitete mit verschiedenen wissenschaftlichen Instituten zusammen, um seine Propeller zu optimieren. 1933 erhielt er das Patent auf seinen Propeller mit Metallkantenschutz. Die Belegschaft bestand Ende 1935 aus 300 Handwerkern, vier Luftfahrtingenieuren und 60 kaufmännischen Angestellten. Die Firma lieferte vor allem an die neue deutsche Luftwaffe, aber auch die Air Force. Auch das Luftschiff LZ 129 „Hindenburg“ wurde von Heine-Propellern angetrieben. Aufgrund der massiven Luftangriffe auf Berlin verlagerte Heine im Jahr 1943 seine Fertigung nach Schlesien. Aufgrund der Zulieferung von militärischem Material wurde Hugo Heines Möbelfabrik & Propellerwerk nach Kriegsende 1945 entschädigungslos enteignet. 1949 arbeitete der Betrieb in der Warschauer Straße als VEB Möbelwerk Heine, ab 1950 als VEB Berliner Möbelwerk.